# Vukašin Gajić
Vous pouvez aider à l'améliorer ou bien discuter des problèmes sur sa page de discussion.
- Il ne cite pas suffisamment ses sources. Vous pouvez indiquer les passages à sourcer avec {{référence nécessaire}} ou {{Référence souhaitée}}, et inclure les références utiles en les liant aux notes de bas de page. (Marqué depuis août 2024)
- Certaines informations devraient être mieux reliées aux sources mentionnées dans la bibliographie ou les liens externes. Améliorez sa vérifiabilité en les associant par des références. (Marqué depuis août 2024)

- Archive Wikiwix
- Bing
- Cairn
- DuckDuckGo
- E. Universalis
- Gallica
- Google
- G. Books
- G. News
- G. Scholar
- Persée
- Qwant
- (zh) Baidu
- (ru) Yandex
- (wd) trouver des œuvres sur Wikidata

Vukašin Gajić (cyrillique serbe : Вукашин Гајић, né le 1er janvier 1970 à Belgrade) est un auteur et dessinateur de bande-dessinée serbe.

## Publications
- Le Monde alpha, Soleil Productions
  1. Initination, 2006.

- Yiya, scénario de Daniel Pecqueur, Delcourt
  1. Le Mangeur de chagrin, 2011.